# Горст Вайгер
Горст Вайгер (нім. Horst Weiher; 5 травня 1910, Гляйвіц — 4 лютого 1944, Балтійське море) — німецький офіцер-підводник, капітан-лейтенант крігсмаріне.

## Біографія
3 квітня 1936 року вступив на флот. З серпня 1939 року — ад'ютант в 7-й флотилії підводних човнів. З квітня 1940 року — вахтовий офіцер в 4-й, з серпня 1940 року — командир корабля і групи 42-ї, з квітня 1941 року — командир корабля 8-ї флотилії мінних тральщиків. З вересня 1941 по березень 1942 року пройшов курс підводника. З березня 1942 року — вахтовий офіцер в 29-й флотилії підводних човнів. В липні 1942 року переданий в розпорядження своєї флотилії. В квітні-червні 1943 року пройшов курс командира човна. З 19 липня 1943 року — командир підводного човна U-854. 4 лютого 1944 року човен затонув в Балтійському морі північніше Свінемюнде (54°01′ пн. ш. 14°16′ сх. д.), підірвавшись на міні британського мінного поля Geranium. 7 членів екіпажу були врятовані, 51 (включаючи Вайгера) загинули.

## Військові звання
- Кандидат в офіцери (3 квітня 1936)
- Морський кадет (10 вересня 1936)
- Фенріх-цур-зее (1 травня 1937)
- Оберфенріх-цур-зее (1 липня 1938)
- Лейтенант-цур-зее (1 жовтня 1938)
- Оберлейтенант-цур-зее (1 жовтня 1940)
- Капітан-лейтенант (1 липня 1943)